# Riserva naturale Fiume Fiumefreddo
Riserva naturale Fiume Fiumefreddo este o arie protejată (arie specială de conservare — SAC, sit de importanță comunitară — SCI) din Italia întinsă pe o suprafață de 108 ha, integral pe uscat.

## Localizare
Centrul sitului Riserva naturale Fiume Fiumefreddo este situat la coordonatele 37°47′30″N 15°13′49″E / 37.791703°N 15.230205°E.

## Înființare
Situl Riserva naturale Fiume Fiumefreddo a fost declarat sit de importanță comunitară în septembrie 1995 pentru a proteja 3 specii de animale. Situl a fost protejat și ca arie specială de conservare în decembrie 2015.

## Biodiversitate
Situată în ecoregiunea mediteraneană, aria protejată conține 7 habitate naturale: Dune mobile cu vegetație embrionară, Pajiști umede mediteraneene cu ierburi înalte de Molinio-Holoschoenion, Galerii de Salix alba și de Populus alba, Pășuni mediteraneene udate de apa mării (Juncetalia maritimi), Vegetație anuală la limita mareei, Lacuri eutrofice naturale cu vegetație de tip Magnopotamion sau Hydrocharition, Cursuri de apă de la nivel de câmpie la nivel montan, cu vegetație Ranunculion fluitantis și Callitricho-Batrachion.
La baza desemnării sitului se află mai multe specii protejate de  păsări (3): pescăruș albastru (Alcedo atthis), prundăraș de sărătură (Charadrius alexandrinus), găinușă de baltă (Gallinula chloropus)
Pe lângă speciile protejate, pe teritoriul sitului au mai fost identificate 13 specii de plante, 1 specie de păsări, 3 specii de amfibieni, 4 specii de mamifere, 94 de specii de nevertebrate, 6 specii de reptile.